# تسیملیانسک
شهر تسیملیانسک (به روسی: Цимлянск) در کشور روسیه و در اوبلاست روستوف واقع شده‌است.